# Zona d'operazioni delle Prealpi
La Zona d'operazioni delle Prealpi o OZAV (acronimo di Operationszone Alpenvorland) fu un territorio annesso "de facto" alla Germania nazista comprendente le province italiane di Belluno, Bolzano, e Trento. Fu creato assieme alla Zona d'operazioni del Litorale adriatico nel settembre 1943 a seguito dell'occupazione tedesca dell'Italia centro-settentrionale e dell'istituzione del regime collaborazionista della Repubblica Sociale Italiana, di cui fu solo teoricamente parte. Mentre per il resto dell’Italia venne stabilito il regime di “territorio occupato” sottoposto all’autorità militare germanica, per l’area alpina orientale ed alto adriatica, i nazisti scelsero il modello della “zona d’operazioni”, di un territorio cioè non solo occupato militarmente, ma anche direttamente sottoposto all’autorità civile ed amministrativa germanica, incarnata nelle figure dei “Supremi Commissari”, con funzioni che non erano limitate al sostegno all’azione delle autorità militari, ma andavano a costituire veri e propri organi periferici di controllo e di potere del Reich.

## Storia
Il 10 settembre 1943 Adolf Hitler ordinò l'occupazione delle province da parte del Terzo Reich, andando a costituire la Operationszone Alpenvorland, ovvero la Zona operativa delle Prealpi. L'area era affidata a Franz Hofer in qualità di Gauleiter del Tirolo, carica tradotta in italiano come commissario supremo, il quale aveva pieni poteri, compreso quello di vita e di morte: rispondeva solo e direttamente a Hitler. Hofer era già in carica ad Innsbruck dai tempi dell'Anschluss del 1938, e le province dell'OZAV divennero in pratica un'espansione dell'ambito territoriale di sua competenza, il Reichsgau Tirol-Vorarlberg.

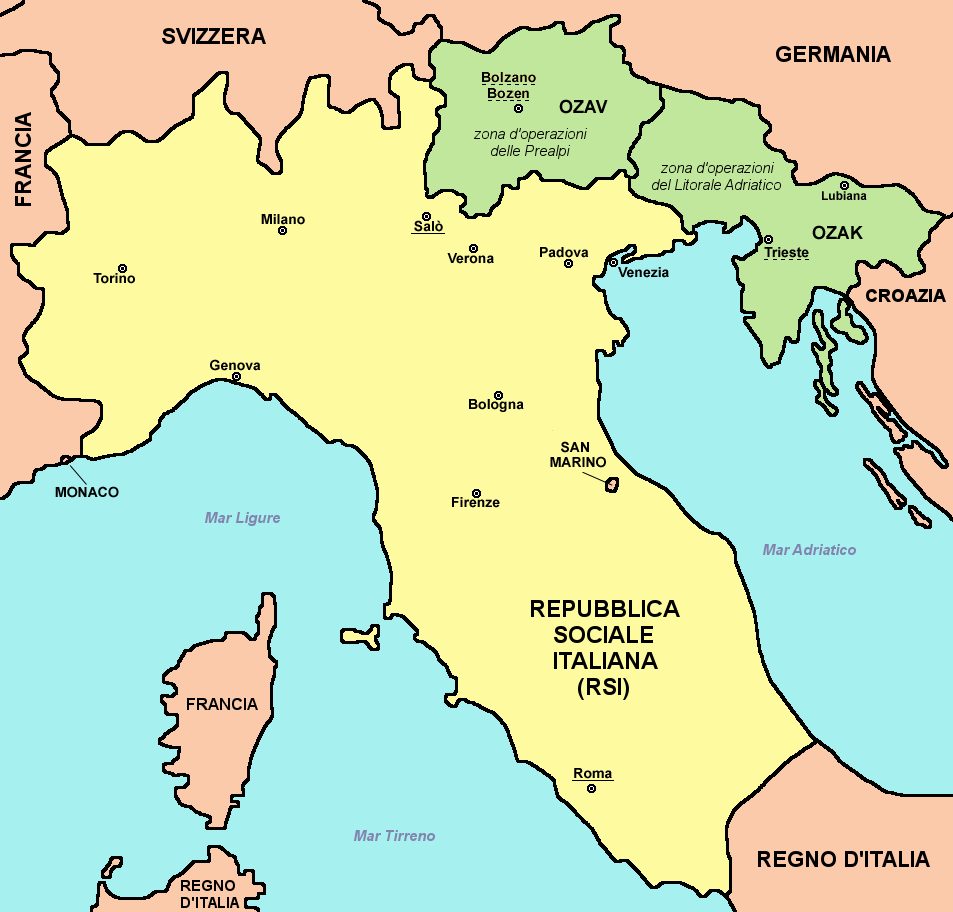
Mappa della Repubblica Sociale Italiana. Le aree segnate in verde facevano ufficialmente parte della R.S.I. ma erano considerate zone di operazione militare sottoposte a diretto controllo tedesco.

 Il 6 novembre 1943 il commissario Hofer istituì a Bolzano il Sondergericht für die Operationszone Alpenvorland, ovvero uno speciale tribunale che aveva competenza nel caso in cui il reo o la parte lesa fosse un cittadino appartenente al Reich.
Il commissario Hofer nominò capo della Provincia a Trento l'avvocato Adolfo de Bertolini e a Bolzano Peter Hofer, poi deceduto e sostituito nel dicembre 1943 da Karl Tinzl.
Nella provincia di Belluno l'occupazione fu affidata a truppe composte in buona parte da arruolati altoatesini, compreso il secondo battaglione del SS-Polizei-Regiment "Bozen", e dai trentini del Cst, il Corpo di sicurezza trentino. Nel biennio dell'Alpenvorland la provincia di Belluno visse momenti molto duri, tanto che il 10% dei prigionieri al lager di Bolzano venivano dalla stessa provincia, oltre alle ristrettezze economiche. Rimosso Italo Foschi, il prefetto indicato dalla RSI, perché considerato troppo nazionalista, i tedeschi nominarono capo della Provincia il suo vicario Carlo Silvetti. Alla fine della guerra, Belluno conterà un migliaio di morti (di cui 86 impiccati, 127 fucilati e 11 uccisi dalle sevizie), circa trecento feriti, 1600 deportati e 7000 internati, secondi i dati dalla motivazione della medaglia d'oro conferita alla città di Belluno per tutta la provincia il 16 marzo 1947.

### Gli ebrei
Con la costituzione della Zona operativa delle Prealpi, iniziò la deportazione degli ebrei, avallata dalla politica fascista che, in virtù delle leggi razziali del 1938, aveva preparato le liste della popolazione ebraica. In tutta l'Italia, fu proprio in Alto Adige che si verificarono i primi arresti di ebrei e quindi la loro deportazione; per la maggior parte transitavano per il campo di transito di Bolzano. Nel 1945, a seguito della caduta del regime nazista, il comune di Termeno fu coinvolto nella fuga dei criminali di guerra Josef Mengele e Adolf Eichmann.

## La capitolazione
Facilitate dalla contemporanea insurrezione partigiana, il 25 aprile 1945 le truppe alleate dilagarono in tutta la Pianura Padana. Contemporaneamente a nord, anche in Germania tutti i fronti difensivi tedeschi erano collassati. L'idea di un ridotto alpino in cui le residue forze naziste si sarebbero trincerate, e che avrebbe avuto nell'OZAV proprio il suo caposaldo, venne subito abbandonata con le morti di Mussolini e Hitler. 
Il 2 maggio 1945 le truppe anglo-americane entravano a Trento, rimuovendo le autorità nazifasciste e ponendo tutta l'area sotto la propria occupazione, l'AMGOT, nonostante vi siano stati alcuni scontri tra i tedeschi e i partigiani, come ad esempio l'eccidio di Vattaro e le stragi di Ziano, Stramentizzo e Molina di Fiemme.
Le province di Belluno e Trento furono restituite al governo italiano il giorno di Capodanno del 1946 come il resto del Nord Italia: gli americani tennero invece l'Alto Adige sotto l'autorità delle Nazioni Unite fino alla firma del trattato di pace del 1947, nell'attesa di decidere se affidare il territorio all'Italia o all'Austria. In conseguenza di ciò, i sudtirolesi non votarono né per il referendum sulla repubblica, né per l'elezione della Costituente il 2 giugno 1946.